# Llista de les banderes de Finlàndia
Aquesta és la llista de les banderes de Finlàndia.

## Bandera nacional i d'estat
| Bandera                      | Data          | Ús                               | Descripció |
| ---------------------------- | ------------- | -------------------------------- | --- |
| Bandera de Finlàndia         | 1918–avui dia | Bandera civil i pavelló nacional | Camp blanc sobre el que s'hi inscriu una creu nòrdica en blau. Proporcions d'11:18 i proporcions internes 4:3:4 vertical i 5:3:10 horitzontal. |
| Bandera d'estat de Finlàndia | 1918-avui dia | Bandera d'estat                  | Mateix disseny que la bandera nacional però amb l'escut de Finlàndia al centre de la creu. Proporcions 11:18.                                  |

## Personals
| Bandera                            | Data          | Ús                                   | Descripció |
| ---------------------------------- | ------------- | ------------------------------------ | --- |
| Bandera del President de Finlàndia | 1918-avui dia | Estendard del president de Finlàndia | Mateix disseny que la bandera d'estat però amb una creu groga i blava al quarter, acabada en tres cues. Proporcions: 11:19. |
| Penó del President de Finlàndia    |               | Penó del president de Finlàndia      | Camp dividit horitzontalment en blanc i blau, al costat del pal l'escut nacional. Acabada en dues cues.                     |

### Històriques
| Bandera                                  | Data      | Ús                                     | Descripció                                                                                     |
| ---------------------------------------- | --------- | -------------------------------------- | ---------------------------------------------------------------------------------------------- |
| Estendard reial de Finlàndia (1918-1919) | 1918-1919 | Estendard reial del Regne de Finlàndia | Camp blanc amb una creu nòrdica blava i al quarter l'escut de Finlàndia, acabada en tres cues. |

## Divisió Administrativa

### Regions
Des del 1997 Finlàndia està dividida en 19 regions. Encara que el 2009 foren agrupades en províncies, les regions reponen millor als sentiments de pertinença ja que tenen un fonament més antic i coincideixen sovint amb les províncies històriques.
| Bandera                          | Data          | Ús                    | Descripció |
| -------------------------------- | ------------- | --------------------- | --- |
| Bandera de les illes Åland       | 1954-avui dia | Åland                 | Camp blau i dues creus nòrdiques sobreposades, la primera de color groc i la segona de vermell. És fruit de la unió de la bandera de Suècia i els colors de l'escut de Finlàndia. La proporció és de 17:26 i les proporcions internes són: horitzontals 8:1,5:2:1,5:13 i verticals 6:1,5:2:1,5:6. |
| Bandera de Carèlia Meridional    |               | Carèlia Meridional    | No utilitza bandera. |
| Bandera de Carèlia Septentrional | 1996          | Carèlia Septentrional | Mostra l'escut històric de Carèlia sobre un camp vermell que es mescla amb una franja blanca afegida al costat del pal donant lloc a 10 rombes (5 blancs i 5 vermells). Relació aproximadament 3:4. Fou dissenyada per Harri Rantanen.                                                            |
| Bandera de Finlàndia Central     |               | Finlàndia Central     | Camp blanc amb un gall fer negre amb bec i urpes de vermell. |
| Bandera de Finlàndia Pròpia      |               | Finlàndia Pròpia      | No utilitza bandera. |
| Bandera de Lapònia               |               | Lapònia               | No utilitza bandera. |
| Bandera de Kainuu                |               | Kainuu                | Camp groc amb una franja hortitzontal verda ondada per baix i amb la silueta d'avets per dalt. |
| Bandera d'Ostrobòtnia            |               | Ostrobòtnia           | No utilitza bandera. |
| Bandera d'Ostrobòtnia Central    |               | Ostrobòtnia Central   | Camp dividit en tres franges verticals de blanc i blau, sent la central el doble de les dels extrems. Al centre carrega l'escut d'armes. |
| Bandera d'Ostrobòtnia del Nord   |               | Ostrobòtnia del Nord  | No utilitza bandera. |
| Bandera d'Ostrobòtnia del Sud    |               | Ostrobòtnia del Sud   | Camp blau amb tres martes blanques amb la punta de la cua negra. |
| Bandera de Päijät-Häme           |               | Päijät-Häme           | Camp blau amb una representació de Vellamo, l'antiga deessa finesa de l'aigua, com una sirena, amb un cucut per damunt de la seva mà esquerra. |
| Bandera de Pirkanmaa             |               | Pirkanmaa             | |
| Bandera de Savònia del Nord      |               | Savònia del Nord      | Camp negre amb dues franges estretes a la vora superior i inferior de color groc, desplaçat cap al pal carrega l'escut d'armes. Acaba en tres cues. |
| Bandera de Savònia del Sud       |               | Savònia del Sud       | Camp negre amb dues franges grogues al costat del pal, més ampla la de l'esquerra, amb l'escut d'armes centrat a la part negra. |
| Bandera de Satakunta             | 1991          | Satakunta             | Camp dividit horitzontalment en dues meitats d'igual amplada, blava la superior i groga la inferior. Al centre carrega l'escut d'armes. |
| Bandera de Tavàstia Pròpia       |               | Tavàstia Pròpia       | Camp vermell amb l'escut d'armes al centre, un linx nòrdic groc amb tres estels blancs de sis puntes en vertical a l'esquerra i quatre roses blanques a la dreta. |
| Bandera d'Uusimaa                |               | Uusimaa               | Camp blau amb dues franges horitzontals blanques ondades separades de la vora i entremig una barca groga. |
| Bandera de la Vall de Kymi       |               | Vall de Kymi          | No utilitza bandera. |

### Històriques
| Bandera                                | Data      | Ús                       | Descripció                                      |
| -------------------------------------- | --------- | ------------------------ | ----------------------------------------------- |
| Bandera de les Illes Åland (1922-1954) | 1922–1954 | Illes Åland (no oficial) | Tres franges horitzontals de blau, groc i blau. |

### Municipals
El nombre de municipis finlandesos és de 342 (en finès kunta, en suec kommun). Tot seguit es relacionen de banderes de la capital de cadascuna de les regions.
| Bandera               | Data                | Ús                                | Descripció |
| --------------------- | ------------------- | --------------------------------- | --- |
| Escut de Hämeenlinna  |                     | Hämeenlinna (Tavàstia Pròpia)     | No utilitza bandera. |
| Bandera de Hèlsinki   | 1599, 1951-avui dia | Hèlsinki (Uusimaa)                | Bandera heràldica amb les armes de l'escut del municipi. Un camp blau amb una corona oberta damunt d'una barca i una franja ondada a la part inferior. L'escut d'armes fou creat per l'antiquari Johannes Bureus en honor als immigrants suecs que van arribar a la parròquia de Hèlsinki l'any 1599. Mentre que l'aspecte actual fou creat per l'heraldista Arne Wilhelm Rancken el 1951. |
| Bandera de Joensuu    |                     | Joensuu (Carèlia Septentrional)   | Bandera heràldica amb les armes de l'escut del municipi. |
| Bandera de Jyväskylä  |                     | Jyväskylä (Finlàndia Central)     | No utilitza bandera. |
| Escut de Kajaani      |                     | Kajaani (Kainuu)                  | No utilitza bandera. |
| Bandera de Kokkola    |                     | Kokkola (Ostrobòtnia Central)     | Bandera heràldica amb les armes de l'escut del municipi. Un camp groc amb una bóta tombada de la que surten tres flames. |
| Escut de Kuopio       |                     | Kuopio (Savònia del Nord)         | No utilitza bandera. |
| Escut de Kouvola      |                     | Kouvola (Vall de Kymi)            | No utilitza bandera. |
| Escut de Lahti        |                     | Lahti (Päijät-Häme)               | No utilitza bandera. |
| Escut de Lappeenranta |                     | Lappeenranta (Carèlia Meridional) | No utilitza bandera. |
| Bandera de Mariehamn  |                     | Mariehamn (Illes Åland)           | Camp blanc amb l'escut d'armes del municipi al centre. |
| Bandera de Mikkeli    |                     | Mikkeli (Savònia del Sud)         | No utilitza bandera. |
| Bandera d'Oulu        |                     | Oulu (Ostrobòtnia del Nord)       | Bandera heràldica amb les armes de l'escut del municipi. Una franja ampla vermella amb un castell groc, a la part inferior una franja blanca amb un salmó blau i vermell. |
| Bandera de Pori       |                     | Pori (Satakunta)                  | Bandera heràldica amb les armes de l'escut del municipi. Un camp groc amb un cap d'os en negre i una corona vermella. |
| Bandera de Rovaniemi  |                     | Rovaniemi (Lapònia)               | Bandera heràldica amb les armes de l'escut del municipi. Un camp verd amb una perla blanca i un foc en groc. L'escut fou dissenyat per Toivo Vuorela. |
| Bandera de Seinäjoki  |                     | Seinäjoki (Ostrobòtnia del Sud)   | No utilitza bandera. |
| Bandera de Tampere    |                     | Tampere (Pirkanmaa)               | Bandera heràldica amb les armes de l'escut del municipi. Un camp vermell amb una barra ondada, damunt la qual hi ha un martell i per sota un caduceu, tot en groc. |
| Bandera de Turku      |                     | Turku (Finlàndia Pròpia)          | Bandera heràldica amb les armes de l'escut del municipi. Un camp blau amb la lletra A en forma gòtica, que fa referència a la inicial del nom llatí de la ciutat "Aboa", coronada amb una corona ducal i envoltada per quatre flors de lis, tot en groc. |
| Bandera de Vaasa      |                     | Vaasa (Ostrobòtnia)               | Bandera heràldica amb les armes de l'escut del municipi. Un camp vermell amb un gerro groc, les armes de la família Vasa. |

## Minories
| Bandera                           | Data               | Ús                              | Descripció |
| --------------------------------- | ------------------ | ------------------------------- | --- |
| Bandera dels sami                 | 1986-avui dia      | Samis                           | Quatre franges verticals de mida desigual en l'ordre vermella, verda, groga i blava. Centrat sobre les dues franges centrals s'hi afegeix un cercle blau i vermell. La bandera va ser dissenyada el 1986 per Astrid Båhl. |
| Bandera dels tornedalians         | 1919-avui dia      | Tornedalians                    | Tres |
| Bandera dels Ingrians finlandesos | 1919-avui dia      | Ingrians finlandesos            | Camp groc amb amb una creu nòrdica blau marí fimbriada de vermell. |
| Bandera dels carelians            | 1920-avui dia      | Carelians                       | Camp verd amb una creu nòrdica negra fimbriada de vermell. |
| Bandera dels suecs de Finlàndia   | segle XIX-avui dia | Suecs de Finlàndia (no oficial) | Camp vermell amb una creu nòrdica groga. Els colors es basen en el vermell i el groc de l'escut de Finlàndia. No hi ha cap decisió oficial sobre l'amplada de la creu, però no és inferior a la de la bandera sueca, (és a dir, 4:2:4 vertical i 5:2:9 horitzontal) i no és superior a la de Finlàndia (és a dir, 4:3:4 vertical i 5:3:10 horitzontal). La bandera és semblant a la d'Escània, però és més oblonga, la creu és més ampla i menys centrada. |

## Militars
| Bandera                                   | Data          | Ús                              | Descripció                                                                            |
| ----------------------------------------- | ------------- | ------------------------------- | ------------------------------------------------------------------------------------- |
| Bandera de guerra de Finlàndia            | 1978-avui dia | Bandera militar                 | Mateix disseny que la bandera d'estat però acabada en tres cues.                      |
| Símbol de les Forces Armades de Finlàndia | 1919-avui dia | Bandera de proa                 | Camp blanc amb un quadrat vermell que conté l'escut nacional. Proporcions 1:1.        |
| Símbol de les Forces Armades de Finlàndia | 1978-avui dia | Símbol de les Forces de Defensa | Una torre vermella amb el lleó de l'escut nacional sobreposat.                        |
| Símbol de l'Exèrcit de Finlàndia          | 1978-avui dia | Símbol de l'Expercit de terra   | Dues espases grogues en creu amb un escut verd que conté el lleó de l'escut nacional. |
| Símbol de la Força Aèria de Finlàndia     | 1978-avui dia | Símbol de la Força Aèria        |                                                                                       |
| Símbol de la Marina de Finlàndia          | 1978-avui dia | Símbol de la Marina             | Una àncora blava amb el lleó de l'escut nacional sobreposat.                          |

### Històriques
| Bandera                                    | Data      | Ús              | Descripció                                                                           |
| ------------------------------------------ | --------- | --------------- | ------------------------------------------------------------------------------------ |
| Bandera de guerra de Finlàndia (1920-1978) | 1920-1978 | Bandera militar | Mateix disseny que l'actual però amb un color de la creu diferent.                   |
| Bandera de guerra de Finlàndia (1918-1920) | 1918-1920 | Bandera militar | Mateix disseny que l'actual però amb l'escut coronat i un color de la creu més clar. |

### Personals
| Bandera                                                    | Data          | Ús                                            | Descripció |
| ---------------------------------------------------------- | ------------- | --------------------------------------------- | --- |
| Bandera del Comandant de les Forces de Defensa finlandeses | 1978-avui dia | Comandant de les Forces de Defensa            | Mateix disseny que la bandera militar però amb l'escut format per un canó en vertical i un sabre i un bastó de Mariscal en diagonal, al quarter. |
| Bandera de                                                 | 1978-avui dia | Ministre de Defensa                           | Mateix disseny que la bandera militar però amb l'escut format per dos canons en creu i dos fusells en vertical, al quarter.                      |
| Bandera del comandant de la Marina finlandesa              | 1978-avui dia | Comandant de la Marina finlandesa             | Mateix disseny que la bandera militar però amb l'escut format per dos canons grocs en creu i una àncora blava sobreposada, al quarter.           |
|                                                            |               | Banderí del comandant del Comandament naval   | Mateix disseny que la bandera nacional però amb una àncora al quarter i acabada en tres cues.                                                    |
| Bandera de                                                 |               | Banderí del comandant de l'esquadró naval     | Banderí amb la bandera nacional però amb la cua corresponent a la creu escapçada.                                                                |
| Penó de comandant de flotilla                              |               | Banderí de comandant de flotilla              | Banderí amb la bandera nacional però acabat en dues cues.                                                                                        |
| Bandera de                                                 |               | Banderí del comandant de divisió              | Camp dividit horitzontalment en blanc i blau i acabat en dues cues.                                                                              |
|                                                            |               | Banderí de l'oficial superior fondejat a port | Banderí amb la bandera nacional però acabat en una cua.                                                                                          |

### Regiments
| Bandera                                       | Data          | Ús                                | Descripció |
| --------------------------------------------- | ------------- | --------------------------------- | --- |
| Bandera del Batalló d'Intel·ligència Marítima |               | Batalló d'Intel·ligència Marítima | Camp blau marí amb una àliga que sosté un trident amb les urpes, tot en groc.                                                                                   |
| Bandera de l'Ala aèria de Lapònia             | 1957–avui dia | Ala aèria de Lapònia              | Camp blau marí amb un cercle format per sis ales blanques i una esvàstica negre perfilada de blanc al centre. Al quarter l'escut de Tavàstia Pròpia.            |
| Bandera de l'Ala aèria de Carèlia             | 1957–avui dia | Ala aèria de Carèlia              | Camp blau marí amb un cercle format per sis ales blanques i una esvàstica negre perfilada de blanc al centre. Al quarter l'escut de Carèlia Septentrional.      |
| Bandera de l'Ala aèria de Satakunta           | 1957–avui dia | Ala aèria de Satakunta            | Camp blau marí amb un cercle format per sis ales blanques i una esvàstica negre perfilada de blanc al centre. Al quarter el contingut de l'escut de Satakunta.  |
| Bandera de l'Acadèmia aèria de Finlàndia      | 1957–avui dia | Acadèmia aèria de Finlàndia       | Camp blau marí amb un cercle format per sis ales blanques i una esvàstica negre perfilada de blanc al centre. Al quarter unes ales i una hèlix d'avió daurades. |

## Empreses estatals
| Bandera                                | Data | Ús                                                                           | Descripció                                                      |
| -------------------------------------- | ---- | ---------------------------------------------------------------------------- | --------------------------------------------------------------- |
| Bandera del Servei Postal de Finlàndia |      | Posti Group Oyj (anteriorment Suomen Posti (1994–2007) i Itella (2007–2015)) | Camp blanc amb la paraula "posti" en minúscules i en carabassa. |

### Històriques
| Bandera                                            | Data      | Ús               | Descripció                                                                                       |
| -------------------------------------------------- | --------- | ---------------- | ------------------------------------------------------------------------------------------------ |
| Bandera del Servei Postal de Finlàndia (1939–1978) | 1939–1978 | Servei Postal    | Bandera nacional amb l'ensenya del Servei Postal al quarter.                                     |
| Bandera del Servei Postal de Finlàndia (1918–1939) | 1918–1939 | Thingvalla       | Bandera nacional amb l'ensenya del Servei Postal al quarter.                                     |
| Bandera del Servei de Duanes (1920-1978)           | 1920–1978 | Servei de Duanes | Bandera nacional amb l'ensenya del Servei de Duanes al quarter.                                  |
| Bandera del Servei de Duanes (1919-1920)           | 1919–1920 | Servei de Duanes | Bandera nacional amb l'ensenya del Servei de Duanes al quarter.                                  |
| Bandera del Servei de Duanes (1827—1917)           | 1827—1917 | Servei de Duanes | Camp blau marí amb la bandera de Rússia al quarter i sota d'ella l'ensenya del Servei de Duanes. |

## Organitzacions polítiques
| Bandera                                          | Data | Ús                                   | Descripció |
| ------------------------------------------------ | ---- | ------------------------------------ | --- |
| Logotip del Partit de la Coalició Nacional       |      | Partit de la Coalició Nacional       | Fons blanc amb el logotip i el nom en majúscules "KOKOOMUS"                                                          |
| Logotip del Partit dels Finlandesos              |      | Partit dels Finlandesos              | fons blau amb el nom del partit en blac i una "S" majúscula en daurat.                                               |
| Logotip de                                       |      | Partit Popular Suec                  | El logotip normalment va acompanyat per les sigles "SFP" i "RKP" a banda i banda.                                    |
| Logotip del Centre d'Åland                       |      | Centre d'Åland                       | El nom "Centern" acompanyat de quatre cors en creu en diferents tonalitats de verd.                                  |
| Logotip del Demòcrata-Cristians                  |      | Demòcrata-Cristians                  | Un cor que engloba les inicials del partit, "KD".                                                                    |
| Logotip del Partit Socialdemòcrata de Finlàndia  |      | Partit Socialdemòcrata de Finlàndia  | Quadrat vermell amb dues de les seves cantonades arrodonides i les sigles del partit "SDP" en blanc.                 |
| Logotip del Partit del Centre                    |      | Partit del Centre                    | Un trèvol verd de quatre fulles sobre el nom del partit "Keskusta".                                                  |
| Logotip de la Lliga Verda                        |      | Lliga Verda                          | Una bola del món acompanyada del nom del partit "Vihreät", tot en verd.                                              |
| Logotip de l'Aliança d'Esquerra                  |      | Aliança d'Esquerra                   | Una "V" estilitzada en forma d'ocell damunt el nom del partit en minúscula "vasemmisto vänstern", tot en color rosa. |
|                                                  |      | Moviment Ara                         | El nom del partit "Liike Nyt" en color lila.                                                                         |
| Logotip del Partit Comunista de Finlàndia (1994) |      | Partit Comunista de Finlàndia (1994) | Un estel vermell amb les sigles del partit "SKP" en blanc.                                                           |

### Històriques
| Bandera                                   | Data      | Ús                            | Descripció |
| ----------------------------------------- | --------- | ----------------------------- | ---------- |
| Logotip del Partit Comunista de Finlàndia | 1918-1992 | Partit Comunista de Finlàndia |            |
| Logotip del Moviment Patriòtic Popular    | 1932–1944 | Moviment Patriòtic Popular    |            |

## Associacions Vexil·lològiques
| Bandera                                      | Data          | Ús                                                        | Descripció |
| -------------------------------------------- | ------------- | --------------------------------------------------------- | --- |
| Bandera de la Societat de la Bandera Nòrdica | 1973-avui dia | Pohjoismaiden Lippuseura (Societat de la Bandera Nòrdica) | Camp groc amb una creu nòrdica vermella en què els braços de la creu es troben per formar un nus semblant al de la bandera de la Federació Internacional d'Associacions Vexil·lològiques. |
| Bandera de Partioheraldikot                  |               | Partioheraldikot                                          | Camp schwenkel, a la part superior verda una flor de lis i un trèvol en blanc, a la part inferior blanca una creu patent blava.                                                           |

## Navilieres
| Bandera                | Data          | Ús          | Descripció |
| ---------------------- | ------------- | ----------- | --- |
| Bandera de Viking Line | 1959-avui dia | Viking Line | Dues franges horitzontals d'igual mida de colors blanc i vermell, amb un rombe al centre de colors blanc i groc. |

### Històriques
| Bandera    | Data      | Ús                                 | Descripció                                                                                              |
| ---------- | --------- | ---------------------------------- | --- |
| Bandera de | 1883–1990 | Finska Ångfartygs Aktiebolag (FÅA) | Tres franges horitzontals de blau, blanc i blau amb les inicials de la naviliera en suec també en blau. |

## Clubs nàutics
| Bandera                                  | Data          | Ús                                  | Descripció |
| ---------------------------------------- | ------------- | ----------------------------------- | --- |
| Bandera pels clubs nàutics finlandesos   | 1920-avui dia | Model de bandera pels clubs nàutics | Variant de la bandera nacional. Utilitzada per les embarcacions d'esbarjo dels clubs nàutics finlandesos. L'emblema del club nàutic substitueix la X encerclada al quarter. |
| Bandera del Segelföreningen i Björneborg |               | Segelföreningen i Björneborg        | |
| Bandera del Nyländska Jaktklubben        |               | Nyländska Jaktklubben               | |
| Bandera del Gamlakarleby Segelförening   |               | Gamlakarleby Segelförening          | |
| Bandera de l'Oulun Merenkävijät          |               | Oulun Merenkävijät                  | |

## Històriques
| Bandera                                                           | Data            | Ús                                                                       | Descripció |
| ----------------------------------------------------------------- | --------------- | ------------------------------------------------------------------------ | --- |
| Bandera de Finlàndia (1918)                                       | 1918, 1920-1978 | Regne de Finlàndia (1918) i Republica de Finlàndia (1920-1978)           | Mateix disseny que l'actual però la creu en color blau cel. |
| Bandera d'estat de Finlàndia (1920-1978)                          | 1920-1978       | Badera d'estat                                                           | Mateix disseny que l'actual però el color de la creu és més clar i l'escut acaba en punxa. |
| Bandera de Finlàndia (1918-1920)                                  | 1918–1920       | Republica de Finlàndia                                                   | Mateix disseny que l'actual però la creu en color blau nòrdic. |
| Bandera d'estat de Finlàndia (1918-1920)                          | 1918–1920       | Badera d'estat                                                           | Mateix disseny que l'actual però l'escut acaba en punxa i porta corona. |
| Bandera de la República Socialista dels Treballadors de Finlàndia | 1918            | República Socialista dels Treballadors de Finlàndia                      | Camp vermell. |
|                                                                   |                 | Gran Ducat de Finlàndia (no oficial) i Finlàndia independent (1917-1918) | Camp vermell amb l'escut de Finàndia al mig. S'utilitza habitualment com a bandera nacional no oficial del Gran Ducat de Finlàndia des de mitjans del segle XIX, especialment durant el període de russificació de 1899 a 1917. Bandera oficial de l'estat finlandès independent entre 1917 i 1918. |
| Bandera del                                                       | 1853–1855       | Gran Ducat de Finlàndia                                                  | Bandera utilitzada a la guerra de Crimea. |
| Bandera de l'imperi rus                                           | 1896–1917       | Imperi Rus                                                               | Bandera de l'imperi rus. Utilitzada quan era un Gran Ducat autònom sota l'imperi rus. |
| Bandera de la monarquia Romanov                                   | 1858–1896       | Imperi rus                                                               | Bandera de l'imperi rus. Utilitzada quan era un Gran Ducat autònom sota l'imperi rus. |
| Bandera del                                                       | 1848–1863       | Gran Ducat de Finlàndia (no oficial)                                     | La primera "bandera de Finlàndia" coneguda es va presentar l'any 1848, juntament amb l'himne nacional Maamme. Estava formada per un camp blanc amb l'escut de Finlàndia envoltat de fulles de llorer.                                                                                               |
|                                                                   | 1650–1809       | Bandera naval de Suècia                                                  | Utilitzada a Finlàndia com a part del Regne de Suècia. |
| Bandera de Suècia (1562-1650)                                     | 1562–1650       | Bandera del regne de Suècia                                              | Utilitzada a Finlàndia com a part del Regne de Suècia. |
| Bandera de la Unió de Kalmar                                      | 1397–1537       | Unió de Kalmar                                                           | Utilitzada a Finlàndia com a part de la Unió de Kalmar. |

## Propostes
Propostes per a una bandera nacional finlandesa de 1862 a 1918. "Diversos d'aquests dissenys de banderes s'han descrit només en forma escrita, de manera que només uns pocs han volat com a banderes reals. Com a tal, es desconeixen les proporcions o els colors exactes. Aquesta col·lecció ha estat reconstruïda per Olof Eriksson el 13 de febrer de 1972".
| Bandera     | Data               | Ús                                                                          | Descripció |
| ----------- | ------------------ | --------------------------------------------------------------------------- | --- |
|             | 1862               | Proposta de Zachris Topelius en el seu viatge per mar a Marstrand, Suècia.  | Camp dividit horitzontalment en dues franges, blanca la superior i blava la inferior. Al quarter hi ha l'escut de Finlàndia.                                               |
|             | 1863               | Proposta 2 de Zachris Topelius                                              | Camp dividit en cinc bandes alternes blaves i blanques, a la banda central carrega un estel de cinc puntes blanc.                                                          |
|             | 1863               | Proposta del diari Helsingfors Tidningar                                    | Camp blau amb una creu blanca al centre que arriba fins les vores. |
|             | 1863               | Proposta 2 del diari Helsingfors Tidningar                                  | Camp blau amb un estel de cinc puntes blanc al centre. |
| Bandera del | 1863               | Proposta 3 del diari Helsingfors Tidningar                                  | Mateix disseny que la proposta de Zachris Topelius però sense l'escut. |
|             | 1863               | Proposta del diari Helsingfors Dagbladet, coneguda com "Dagbladsflaggan"    | Camp vermell amb una creu groga fimbriada de blau. |
|             | 26 d'agost de 1863 | Proposta 2 apareguda al Helsingfors Dagbladet                               | Camp blanc amb una creu blava al centre que arriba fins les vores. |
|             | 1863               | Proposta d'Otto Donner                                                      | Camp dividit en cinc bandes, sent les dues exteriors vermelles, les dues següents blanques i la central blava.                                                             |
|             | 1863               | Proposta 1 del diari Helsingin Uutiset                                      | Camp blau amb una creu vermella fimbriada de groc. |
|             | 1863               | Proposta 2 del diari Helsingin Uutiset                                      | Camp blau amb una creu vermella fimbriada de verd. |
|             | 1863               | Proposta "Maamies"                                                          | Camp dividit en tres bandes, sent la central blanca i el triple d'ample que les dels dos extres, de colors blau i vermell. Carrega un estel groc de cinc puntes al centre. |
|             | 1863               | Proposta anònima                                                            | Camp blau amb una creu blanca que conté al quarter la bandera de Rússia.                                                                                                   |
|             | 1863-1964          | Proposta anònima 2                                                          | Camp blanc amb una creu groga fimbriada de blau. |
|             | 1863               | Proposta anònima                                                            | Camp dividit en nou franges horitzontals, cinc de grogues i cuatre de vermelles. Al quarter l'escut de Finlandia.                                                          |
|             | 1863               | Proposta anònima                                                            | Mateix disseny que l'anterior però sense l'escut de Finlàndia al quarter.                                                                                                  |
|             | 1863               | Proposta d'Hugo Nyberg                                                      | Camp vermell amb una crèu nòrdica groga amb un estel de quatre puntes vermell al centre de la creu.                                                                        |
|             | 1863               | Proposta de J. Penger                                                       | Tres franges horitzontals d'igual amplada de colors blanc, blau i groc. |
|             | 1907               | Proposta anònima                                                            | Camp vermell amb una greu groga fimbriada de blanc i blau. |
|             | 1917               | Propostal de la Societat finesa de Helsinki pel parlament, 15 desembre 1917 | Camp blau amb una creu blanca amb l'escut de Finlàndia al creuament dels braços.                                                                                           |
|             | 1918               | Bandera del Museu nacional                                                  | Camp vermell amb l'escut de Finlàndia al centre. |
|             | 1918               | Proposta del senador O.W. Louhivuori                                        | Mateix disseny que la bandera nacional actual però amb l'afegit de l'escut de Finlàndia al quarter.                                                                        |
|             | 1918               | Proposta del sindicat de dissenyadors Ornamo                                | Camp vermell amb una creu groga fimbriada de vermell i blanc. |
|             | Gener 1918         | Proposta de K. Jänne del 14 de gener de 1918                                | Camp blau amb una creu blanca, al quarter un sautor vermell fimbriat de groc.                                                                                              |
|             | Gener 1918         | Proposta temporal del Comitè del departament d'Afers Exteriors.             | Camp dividit horitzontalment en dues franges iguals, blava la superior i blanca la inferior.                                                                               |
|             | 1918               | Proposta d'Akseli Gallén-Kallela                                            | Camp blanc amb una creu groga fimbriada de vermell. |
|             | 1918               | Proposta 2 d'Akseli Gallén-Kallela                                          | Mateix disseny però el fimbriat és més estret. |
|             | Maig 1918          | Proposta del Comitè Constitucional                                          | Camp blanc amb una creu blau cel, el quarter dividit diagonalment en groc i vermell.                                                                                       |
|             | Fabrer 1918        | Bandera temporal de febrer de 1918                                          | Camp vermell amb una creu groga fimbriada de blau i de blanc. Fou ratificada pel Senat el 27 de febrer de 1918.                                                            |